# Hirsch-Smale-Theorie
Als Hirsch-Smale-Theorie (nach den Mathematikern Morris William Hirsch und Stephen Smale) wird im mathematischen Gebiet der Differentialtopologie die Untersuchung der regulären Homotopieklassen von Immersionen bezeichnet.
Eine bekannte Anwendung ist die Umstülpung der Sphäre (engl.: sphere eversion), die in dem populären Video „Outside In“ veranschaulicht wird.

## Fortsetzbarkeit von Immersionen: das Hindernis
Sei {\displaystyle f\colon S^{k}\to \mathbb {R} ^{n}} eine Immersion, die sich als Immersion auf eine Umgebung {\displaystyle U} von {\displaystyle S^{k}} in {\displaystyle \mathbb {R} ^{k+1}} fortsetzen lässt, und sei {\displaystyle f^{\prime }\colon T\mathbb {R} ^{k+1}\mid _{S^{k}}\to T\mathbb {R} ^{n}} ihr Differential.
Die Obstruktionsklasse
{\displaystyle \tau (f)\in \pi _{k}V_{n,k+1}}
({\displaystyle V_{n,k+1}} bezeichnet die Stiefel-Mannigfaltigkeit und {\displaystyle \pi _{k}}
ihre Homotopiegruppe) ist definiert als die Homotopieklasse von
{\displaystyle x\mapsto f^{\prime }(e_{1}(x),\ldots ,e_{k+1}(x))}
für {\displaystyle x\in S^{k}} und {\displaystyle e_{1}(x),\ldots ,e_{k+1}(x)} die Standardbasis von {\displaystyle T_{x}\mathbb {R} ^{k+1}}.
Wenn {\displaystyle f} zu einer Immersion {\displaystyle B^{k+1}\to \mathbb {R} ^{n}} der Einheitskugel fortgesetzt werden kann, dann ist {\displaystyle \tau (f)=0}. Man kann {\displaystyle \tau (f)} also als Hindernis für die Fortsetzbarkeit der Immersion sehen.
Die Hirsch-Smale-Theorie beschäftigt sich mit der Frage, ob umgekehrt aus {\displaystyle \tau (f)=0} die Fortsetzbarkeit der Immersion folgt.

## Satz von Hirsch-Smale
Wenn {\displaystyle k+1<n} ist, dann kann jede Immersion {\displaystyle f\colon S^{k}\to \mathbb {R} ^{n}} mit {\displaystyle \tau (f)=0} zu einer Immersion {\displaystyle B^{k+1}\to \mathbb {R} ^{n}} fortgesetzt werden.
Dieser Satz gilt als eines der ersten Beispiele eines h-Prinzips.

## Anwendungen
Satz: Für eine glatte Mannigfaltigkeit der Dimension {\displaystyle k<n} sind die folgenden Bedingungen äquivalent:
- {\displaystyle M} kann in den {\displaystyle \mathbb {R} ^{n}} immersiert werden.
- Es gibt eine {\displaystyle GL(k,\mathbb {R} )}-äquivariante Abbildung des Rahmenbündels {\displaystyle F_{k}M} in die Stiefel-Mannigfaltigkeit {\displaystyle V_{n,k}}.

Diese Äquivalenz folgt mit dem Satz von Hirsch-Smale durch Induktion über die Dimension von Untersimplizes einer Triangulierung von {\displaystyle M}.
Zu den Korollaren dieses Satzes gehören die folgenden:
- Parallelisierbare {\displaystyle k}-dimensionale Mannigfaltigkeiten können in den {\displaystyle \mathbb {R} ^{k+1}} immersiert werden.
- Kompakte 3-Mannigfaltigkeiten können in den {\displaystyle \mathbb {R} ^{4}} immersiert werden.
- Exotische 7-Sphären können in den {\displaystyle \mathbb {R} ^{8}} immersiert werden.

## Kodimension Null
Der Satz von Hirsch-Smale gilt nicht für {\displaystyle k+1=n}.
Für {\displaystyle k+1=n=2} sind präzise Bedingungen für die Fortsetzbarkeit von {\displaystyle f} bekannt.